# Randy Ciarlante
Randy Ciarlante es un músico, conocido por su trabajo con el grupo canadiense de rock The Band. Fue captado para la banda de música por Levon Helm en 1990 a raíz del nuevo contrato del grupo con CBS. En los conciertos de The Band ha tocado la batería y el bajo, e interpreta las canciones del fallecido Richard Manuel.
Cuando se disolvió se unió a la Jim Weider Band, en la que estuvo de 1998 a 2006. En 2006, se incorporó a The Organiks, un grupo con sede en Woodstock (Nueva York), en el que es vocalista, compositor y baterista; siendo los otros integrantes Bruce Katz, Jay Collins y Chris Vitarello.
- Datos: Q9286818